# Kronologija povijesti LGBT-a
Slijedi kratka kronologija povijesti LGBT-a koja prati povijesni razvoj i značajne događaje u povijesti homoseksualnosti, biseksualnosti i rodnog identiteta. Popis također daje pregled razvoja društvene prihvatljivosti, promjena u terminologiji i temeljite promjene u zakonu, kao i pojedinačne događaje koji su doveli do promjena u zakonu u različitim zemljama. Posebno su istaknuti događaji važni za povijest LGBT-a u Hrvatskoj.

## Uvod
Do kraja 19. stoljeća pojmovi kao što su "homoseksualnost" i "biseksualnost" bili su nepoznati, dok se pojam "lezbijka" u kontekstu ženske homoseksualnosti (za koju se do 20. stoljeća koristio i termin "tribadizam") počinje koristiti u 18. stoljeću. Pojmovi kao što su "transseksualnost" i "gej" (u kontekstu homoseksualnosti) javljaju se tek u 20. stoljeću. Izrazi korišteni u ovom tekstu odgovaraju svojoj povijesnoj upotrebi, naročito pojam "sodomija" koji je u ranijim stoljećima korišten za opisivanje istospolne seksualnosti i nereproduktivne seksualne prakse, kao što su masturbacija, analni i oralni seks. U religijskom diskursu često se koriste eufemizmi kao npr. "grijeh protiv prirode" i "neprirodne radnje". Danas se termin sodomija i dalje koristi, ali ne u kontekstu homoseksualnosti.

## Prapovijest
oko 10 000 g. pr. Kr. 
- Petroglifi u špilji Addaura (tal. Grotta dell'Addaura) na Siciliji prikazuju grupu žena i muškaraca koja okružuje dvije falične muške figure. Postoje različita tumačenja prizora, a jedno je i da predstavlja homoerotsku scenu, što bi bio najraniji takav prikaz.[7][8]

7000 - 1700 g. pr. Kr.
- Neolitičke i brončanodobne seksualne crteže i figurice na Mediteranu neki arheolozi opisuju kao prikaze "trećeg roda": ljudski likovi sa ženskim grudima i muškim spolnim organima ili figure bez izrazitih spolnih karakteristika. U neolitiku Italije prikazi žena su uglavnom u obiteljskom kontekstu, a prikazi koji kombiniraju seksualne karakteristike pojavljuju se u pogrebnom ili vjerskom kontekstu. U neolitiku Grčke i Cipra likovi se često prikazuju s karakteristikama oba spola ili bez spolnih karakteristika.[9]

## Stari vijek
25. st. pr. Kr. 
- Češki arheolozi su u Pragu 2011. godine otkrili grob muškarca pokopanog sa svim atributima inače rezerviranima za žene. Grob se datira između 2800 i 2500 g. pr. Kr., u vrijeme kulture vrpčaste keramike, a arheolozi smatraju da se vjerojatno radi o ukopu transseksualne osobe ili osobe koja je pripadala tzv. trećem rodu.[10]
- oko 2500 g. pr. Kr. – najstariji sačuvani ep, sumerski Ep o Gilgamešu u kojem se, između ostalog opisuje homoerotski odnos kralja Gilgameša i Enkidua.[11]

 24. st. pr. Kr. 
- U Egiptu je 1964. godine otkrivena zajednička grobnica muškog para, Khnumhotepa i Niankhkhnuma. Neki arheolozi vjeruju su bili ljubavnici, što bi ih učinilo prvim zabilježenim gejskim parom u povijesti.[12][13]

 22. st. pr. Kr. 
- Egiptom vlada faraon Pepi II. Neferkare. U kasnijoj priči o kralju Neferkareu i generalu Sasenetu sugerira se njihova tajna ljubavna veza.[14]

 18. st. pr. Kr. 
- u Babiloniji postoje zapisi o homoseksualnoj praksi među svećenicima božice Ištar te plesnih obreda transvestita i muških prostitutki u hramovima.[15]
- oko 1725. g. pr. Kr. – Hamurabijev zakonik spominje "girsequ", dvorske sluge čiji je zadatak bio seksualno opsluživati muškarce vladajuće klase.[16]

## Antika
7. st. pr. Kr. 
- Dorska aristokracija na Kreti poznaje formalne odnose između odraslih aristokrata i adolescentskih dječaka. Natpis iz oko 630. g. pr. Kr. najstariji je zapis o društvenoj instituciji pederastije među Grcima.[17] (vidi Kretska pederastija). Brak među muškarcima nije bio pravno priznat, ali su muškarci mogli stvoriti cjeloživotne odnose koji su započinjali pederastijom (starogrčka riječ paiderasteia nema današnje pejorativno značenje). Ova partnerstva nisu bila drugačija od heteroseksualnih brakova, osim što je starija osoba bila neka vrsta pedagoga ili mentora.[18]
- Starogrčka pjesnikinja Sapfa rođena je na otoku Lezbu između 630. i 612 g. pr. Kr., a umrla je oko 570 g. pr. Kr. Već u antičko doba je uživala veliki ugled kao jedna od najvećih lirskih pjesnikinja, a Platon je naziva desetom muzom.[19][20]

 6. st. pr. Kr. 
- oko 600. g. pr. Kr. – na grčkom otoku Teri (danas Santorini) pronađeni su grafiti, datirani u 7. ili 6. st. pr. Kr., koji sadrže direktna svjedočanstva o homoseksualnim odnosima.[21]
- oko 540. – 530. g. pr. Kr. – Zidne slikarije u etruščanskoj "Grobnici bikova" (tal. Tomba dei Tori), otkrivene 1892. godine u nekropoli Monterozzi, blizu Tarkvinije, prikazuju homoseksualni odnos. Grobnica je ime dobila prema prikazu dva bika pored kojih su dvije scene ljudskog seksa, heteroseksualnog i homoseksualnog, a ime pokojnika za kojega je sagrađena različito se čita: Aranth Spurianas ili Arath Spuriana.  Prikazi se različito tumače, kao apotropejski (obrana od uroka, zlih duhova) odnosno kao utjelovljenje ciklusa regeneracije i zagrobnog života. Prikazana je također i scena u kojoj Ahilej ubija trojanskog princa Troila.[22][23]
- 514. g. pr. Kr. – ljubavni par Harmodije i Aristogiton ubijaju atenskog tiranina Hiparha. Atenjani su ih slavili kao tiranoubojice (starogrč. τυραννοκτόνοι) i podigli im spomenik.[24][25]

 5. st.pr. Kr. 
- U Toru je uključen Levitski zakonik prema kojemu homoseksualni odnosi postaju kažnjivi smrću.[26]

 4. st. pr. Kr. 
- 385. g. pr. Kr. – Platon objavljuje Gozbu u kojoj Fedar, Eriksimah, Aristofan i drugi poznati Grci iznose mišljenje da je ljubav između muškaraca njezin najviši oblik, dok je seks sa ženama požudan i utilitaran.[27] Sokrat se međutim ne slaže s time,[28] te pokazuje iznimnu samokontrolu kada ga Alkibijad pokušava zavesti.[29] Aristofan iznosi teoriju o trećem spolu, koja je vjerojatno prvi pokušaj teorijskog objašnjenja razlika između homoseksualnih i heteroseksualnih osoba.[30]
- 350. g. pr. Kr. – Platon objavljuje Zakone u kojima atenski Stranac i njegovi drugovi kritiziraju homoseksualnost smatrajući da je loša za društvo jer ne produžuje vrstu i može dovesti do neodgovornog građanstva.[31]
- 338. g. pr. Kr. – Tebanska sveta garda, neporažena elitna vojna jedinica sastavljena od sto i pedeset muških ljubavnih parova, doživjela je jedini i konačni poraz u bitci kod Heroneje, u sukobu s vojskom Filipa II. Makedonskog, koji je oplakivao njihovu smrt i hvalio njihovu čast.[32][33]
- 324. g. pr. Kr. –  umire Hefestion, general,  prijatelj i najvjerojatnije ljubavnik Aleksandra Velikog.[34] Aleksandar je bio izvan sebe zbog Hefestionove smrti: obrijao je glavu u znak žalosti, naredio je ubojstvo liječnika koji je (neuspješno) liječio Hefestiona, zabranio je sve proslave i festivale u kraljevstvu. Zajedno s tijelom Hefestiona krenuo je u Babilon, gdje mu je priredio veličanstveni pogreb.[35][36]

 2. st. pr. Kr. 
- 149. g. pr. Kr. –  u Rimskoj Republici donesen je zakon poznat kao Lex Scantinia koji je predviđao kazne za seksualni zločin (stuprum) protiv slobodnih mladih Rimljana. Rijetko spominjan ili provođen, zakon se možda koristio za kazneni progon građana koji su svojevoljno pristajali na pasivne uloge u homoseksualnim odnosima. Ipak, prema nekim znanstvenicima, zakon je štitio sve građane Rima, bez obzira na spol, odnosno nije kažnjavao homoseksualne odnose kao takve.[37][38] Rimljani su vjerovali da muškarac mora biti dominantan, društveno i seksualno. Za slobodnog rimskog građanina želja i sudjelovanje u seksualnim odnosima (s muškarcem ili ženom) smatrali su se prirodnim i društveno prihvatljivim i nisu ugrožavali njegov status, dok god je muškarac imao dominantnu ulogu.[11][39]

 1. st. pr. Kr. 
- 80. g. pr. Kr. –  Mladi Julije Cezar se nalazi na dvoru Nikomeda IV., kralja Bitinije. Govorilo se da su njih dvojica ljubavnici, zbog čega su Cezara prozvali "kraljicom Bitinije". Ovo su kasnije koristili Cezarovi protivnici da bi ga diskreditirali.[40][41]
- 57. – 54. g. pr. Kr. – Katul piše svoje "Pjesme" (lat. Carmina) od kojih su neke posvećene mladom Juvenciju.[42]
- 27. g. pr. Kr. – Augustova vladavina označava početak Rimskog Carstva. Iz ranocarskog razdoblja potječe i potvrda postojanja istospolnih brakova.[43]

 1. stoljeće 
- 1. g. – Umire kineski car Ai Di iz dinastije Han koji "po prirodi...nije mario za žene". Kroničari dinastije Han su pisali o njegovoj ljubavi prema mladom Dong Xianu. Postao je zapovjednikom vojske, a prije smrti car ga je proglasio svojim nasljednikom. Nakon careve smrti, Dong Xian je prisiljen na samoubojstvo.[44]
- 5. – 15. g. – Izrađen je Warrenov pehar, rimski srebrni pehar s dvije homoerotične scene.[11]
- 54. g. – Na rimsko prijestolje dolazi Neron. Službeno je bio oženjen s dva muškarca, Pitagorom i Sporom.[45][46]
- 68. g. – Rimskim carem postaje Galba za kojeg Suetonije piše da je više volio muškarce i to "odrasle, snažne muškarce".[47] Ovo je možda jedini primjer u rimskoj povijesti da se za nekoga eksplicitno navodi da je volio odrasle muškarce.[39]
- 98. g. – Trajan, jedan od najomiljenijih rimskih careva, započinje svoju vladavinu.  Bio je poznat po svojoj homoseksualnosti i strasti za mladićima. Abgar VII., kralj Edese iskoristio je to u svoju korist, kada je, da bi dobio carski oprost, poslao svog sina da se ispriča Trajanu u njegovo ime.[48]

 2. stoljeće 
- 130. g. – Antinoj, ljubavnik cara Hadrijana, umire u Egiptu. Car je bio slomljen njegovom smrću te mu je odao ekstravagantnu počast. Nedaleko od mjesta gdje je umro, Hadrijan je podigao grad Antinopol. Samog Antinoja proglasio je bogom, što je bila čast rezervirana samo za pripadnike carske obitelji. Njegovi kipovi postavljeni su širom Rimskog Carstva. S obzirom na veliki broj njegovih prikaza, Antinoj je jedan od najbolje sačuvanih likova antike.[49]
- 177. g. – Atenagora Atenski proglasio je preljubnike i pederaste protivnicima kršćanstva, osuđujući ih na ekskomunikaciju, najveću kaznu koju je Crkva u to vrijeme mogla izreći, kada su kršćani još uvijek bili proganjani.[50]

 3. stoljeće 
- 218. g. – Na rimsko prijestolje dolazi Elagabal, čiji su rodni identitet i spolna orijentacija predmet mnogih rasprava. Elagabal je bio u braku s pet žena, a Kasije Dion piše kako je najstabilniji odnos imao s Hijeroklom, kojega je nazivao svojim suprugom.[51] Povijest careva navodi da se oženio Zotikom, sportašem iz Smirne, na javnoj svečanosti u Rimu.[52] Herodijan piše da se Elagabal redovito šminkao.[53] Zapisano je i da je "volio da ga zovu ljubavnicom, ženom, Hijeroklovom kraljicom" te da je ponudio veliku svotu novca ako bi mu neki liječnik "napravio vaginu".[54] Neki suvremeni znanstvenici su ga okarakterizirali kao transrodnu, možda transseksualnu osobu.[55][56]
- 244. – 249. g. – Car Filip Arapin neuspješno je pokušao kriminalizirati mušku prostituciju.[31]

 4. stoljeće 
- 342. g. – kršćanski carevi Konstans I. i Konstancije II. donose prvi zakon protiv istospolnih brakova, kasnije uključen u Teodozijev zakonik.[57]
- oko 380. g. – Carigradski biskup Grgur Nazijanski naređuje spaljivanje Sapfinih djela.[58]
- 390. g. – kršćanski carevi Valentinijan II., Teodozije I. i Arkadije kriminaliziraju homoseksualni seks, a kazna je javno spaljivanje.[57]
- 390. – 405. g. – Nonov ep Dionizove zgode zadnji je poznati književni primjer veličanja homoseksualne strasti u sljedećih gotovo 1000 godina.[31]

 5. stoljeće 
- oko 400. g. – Kama Sutra opisuje različite seksualne aktivnosti, pa tako i istospolne.[59]
- 498. g. – Kršćanski su carevi, unatoč zakonima koji su zabranjivali homoseksualni seks, nastavili prikupljati poreze i od muške prostitucije sve do vladavine Anastazija I.[57][60]

## Srednji vijek
6. stoljeće 
- 538. – 559. g. – Justinijan I. u "Novim zakonima" (lat. Novellae, zakoni izdani nakon kodifikacije) zabranjuje homoseksualnost u Bizantu. U 77. zakonu se navodi da su istospolni odnosi uzrok "gladi, potresa i epidemija".[61]

 7. stoljeće 
- 650. g.– Kuran osuđuje homoseksualnost, što rezultira kasnijim progonom homoseksualaca u islamskim zemljama.[62]
- 654. g. – Vizigotski zakonik (Lex Visigothorum) kralja Hindasvinta kažnjava homoseksualne odnose kastracijom i ekskomunikacijom.[63][64]
- 693. g. – Šesnaesti koncil u Toledu kanonom određuje kažnjavanje muške homoseksualnosti sa stotinu udaraca bičem i progonstvom. Klerici se kažnjavaju degradacijom i progonstvom. Vizigotski kralj Egika dodaje još i kaznu kastracije i smrti.[63]

 8. stoljeće 
- 732. – 804. – Unatoč brojnim crkvenim zakonima koji osuđuju homoseksualnost, nekoliko pjesama opata Alkuina imaju homoerotski karakter, a sačuvana su i neka ljubavna pisma.[65]

 9. stoljeće 
- oko 813. – 815. g. – Umire Abu Nuwas, najznačajniji predstavnik arapske homoerotske poezije iz ranog vremena Abasidskog kalifata.[66]

 10. stoljeće 
- 914. g. – Srednjovjekovni komentar (sholija) Klementa Aleksandrijskog (koji u svom djelu Pedagog piše o ženama u braku s drugim ženama) spominje grčku riječ "lesbia" što termin lezbijka čini etimološki najstarijim od svih koji se danas koriste za osobe istospolnog usmjerenja.[67]

 11. stoljeće 
- 1073. g. – Papa Grgur VII. naređuje javno spaljivanje Sapfinih djela.[58]

 12. stoljeće 
- 1120. g. – U Jeruzalemskom kraljevstvu održan je koncil u Nablusu koji propisuje spaljivanje osuđenih za sodomiju.[68]
- 1179. g. – Jedan od kanona prihvaćenih na trećem lateranskom koncilu propisuje kaznu ekskomunikacije optuženih za sodomiju.[68]
- 1184. g. – Osniva se prva inkvizicija u Europi. Procjenjuje se da je za vrijeme španjolske i portugalske inkvizicije bilo više od 1000 suđenja zbog sodomije.[69]

 13. stoljeće 
- 1252. g. – Toma Akvinski u svom djelu Summa Theologica uspostavlja jedinstveni moralni kršćanski sustav koji homoseksualnost uključuje u seksualna djela "protiv prirode".[70]
- 1292. g. – U flandrijskom gradu Gentu na smrt spaljivanjem na lomači osuđen je John de Wettre, što je prvo zabilježeno pogubljenje zbog homoseksualnosti u kršćanskoj Europi.[71]

 14. stoljeće 
- 1327. g. – Ubijen je svrgnuti engleski kralj Edvard II. koji se sukobio s vodećim velikašima zbog miljenika i vjerojatno ljubavnika Piersa Gavestona, grofa od Cornwalla.[72]

15. stoljeće
- 1432. g. – Firenca je prvi europski grad u kojem je organizirano posebno tijelo čiji je primarni cilj bila borba protiv homoseksualnosti - "Ufficiali di Notte" (Oficiri noći). U sljedećih 70 godina uhićeno je oko 10 000 muškaraca, a njih oko 2 000 je osuđeno.[73]
- 1451. g. – Papa Nikola V. odobrio papinskoj inkviziciji progon muškaraca koji prakticiraju sodomiju.[74]
- 1476. g. – Firentinski sudski spisi pokazuju da je Leonardo da Vinci zajedno s tri druga mladića dva puta optužen za sodomiju i oba puta oslobođen.[75]
- 1497. g. – U Španjolskoj dolazi do pooštravanja zakona protiv sodomije koji su se do tada primjenjivali samo u gradovima. Katolički kraljevi donose zakon koji sodomiju izjednačava s izdajom i herezom. Količina dokaza potrebnih za osudu se smanjuje, priznanje je moguće dobiti i mučenjem, a imovina optuženih se konfiscira.[76]

## Novi vijek
16. stoljeće
- 1513. g. – U današnjoj Panami konkvistador Vasco Núñez de Balboa otkriva zajednicu "feminiziranih muškaraca" koji prakticiraju sodomiju te je prema svjedocima na njih četrdeset pustio svoje pse.[77]
- 1533. g. –  Kralj Henrik VIII. donosi zakon o sodomiji (Buggery Act 1533.) koji kažnjava sve nereproduktivne seksualne odnose. Zakon je između ostalog kažnjavao masturbaciju, oralni i analni seks (bez obzira na spol sudionika) i seks između muškaraca za koji je predviđena kazna smrti vješanjem. Ovo je prvi u nizu engleskih zakona protiv sodomije (engl. sodomy laws) koji su u različitim oblicima vrijedili sve do 1967. godine. Izravni učinci ovog zakona nisu bili ograničeni samo na Englesku koja je kao velika kolonijalna sila svoju pravnu strukturu širila na sva područja pod svojom upravom.[78]
- 1542. g. – Dvadesetdvogodišnji japanski daimjo Takeda Šingen potpisao je izjavu svojem ljubavniku Kasugi Gensukeu (kasnije poznat kao Kosaka Masanobu)  u kojoj se zaklinje da nikada nije niti će biti u vezi s nekim drugim.[79]
- 1551. g. – Portugalski misionar, isusovac Pero Correia u svom pismu iz Brazila spominje homoerotsku ljubav među ženama, koja je uobičajena i raširena baš kao i u Africi, gdje se prije nalazio. Piše da te žene nose oružje i nalaze se u nekoj vrsti braka.[80]
- 1569. g. – Za vladavine Filipa II u Meksiku se osnivaju inkvizitorni sudovi. Biskupska inkvizicija je sodomiju kažnjavala novčanim kaznama, duhovnom pokorom, javnim ponižavanjem i bičevanjem.[77]

17. stoljeće
- 1646. g. – Na prvom suđenju zbog sodomije u Novoj Nizozemskoj Jan Creoli je osuđen na smrt davljenjem, a njegovo tijelo je spaljeno.[81]
- 1649. g. – Prva poznata sudska presuda zbog lezbijstva u Sjevernoj Americi: Sarah White Norman je osuđena zbog "bludnih radnji s drugom u krevetu", skupa s Mary Vincent Hammon, u Plymouthu.[82]
- 1663. g. – U Parizu je rođen princ Eugen Savojski, austrijski vojskovođa i državnik. Smatran je najvećim vojskovođom svoga vremena i bio je poznat po svojoj homoseksualnosti.[83]

18. stoljeće
- 1730. g. – Počinju progoni homoseksualaca u Republici Nizozemskoj, u Utrechtu. Tijekom sljedećih godina, progon "sodomita" proširio se na ostatak zemlje, što je dovelo do nekih 250 – 300 suđenja koja su često završavala smrtnom kaznom.[84][85][86]
- 1764. g. – Voltaire u svom djelu Filozofijski rječnik uključuje i članak "Sokratska ljubav" u kojem raspravlja o homoerotskim odnosima u povijesti.[87]
- 1791. g. – U revolucionarnoj Francuskoj na snagu stupa novi kazneni zakon koji ne kriminalizira sodomiju. Francuska je time postala prva zapadnoeuropska zemlja koja je dekriminalizirala dobrovoljni homoseksualni odnos između odraslih.[88]
- 1794. g. – Kraljevina Pruska ukida smrtnu kaznu za sodomiju.[31]
- 1795. g. – Luksemburg dekriminalizira homoseksualnost.[89]

19. stoljeće
- 1811. g. – Nizozemska dekriminalizira homoseksualnost.[89]
- 1830. g. – Novi kazneni zakon Brazilskog carstva ne uključuje zločin sodomije, čime je homoseksualnost službeno dekriminalizirana.[90]
- 1832. g. – Rusko carstvo kriminalizira muzhelozhstvo, što sudovi interpretiraju kao analni seks između muškaraca, prema članku 995 kaznenog zakona. Osuđenici po ovom članku slali su se u Sibir na četiri do pet godina, te su gubili sva zakonska prava.[91]
- 1836. g. – Posljednje smaknuće zbog homoseksualnosti izvedeno u Velikoj Britaniji. James Pratt i John Smith obješeni su u zatvoru Newgate, u Londonu.[92] Peru dekriminalizira homoseksualnost.[93]
- 1852. g. – Portugal dekriminalizira homoseksualnost.[94]
- 1858. g. – Osmansko Carstvo dekriminalizira homoseksualnost.[89][95]
- 1861. g. – Ujedinjeno Kraljevstvo ukida smrtnu kaznu vješanjem za sodomiju, zamjenjujući je doživotnom kaznom zatvora.[96]
- 1867. g. – Pravnik Karl Heinrich Urlichs postaje prvi samoidentificirani gej koji javno zastupa prava istospolno orijentiranih muškaraca, na Kongresu njemačkih pravnika u Münchenu.[97]
- 1869. g. – U pamfletu kojega je anonimno objavio u Njemačkoj i u kojem se zalaže protiv pruskih zakona o sodomiji, austrijski pisac mađarskog porijekla Karl-Maria Kertbeny prvi koristi termine "heteroseksualnost" i "homoseksualnost".[98]
- 1871. g. – U njemački kazneni zakon dodaje se zloglasni članak 175. Nacisti su 1935. proširili zakon na kojem su temeljili progone homoseksualaca.[99]
- 1872. g. – Meksiko dekriminalizira homoseksualnost.[93]
- 1880. g. – Paragvaj dekriminalizira homoseksualnost.[93]
- 1882. g. – Japan dekriminalizira homoseksualnost.[100]
- 1886. g. – Portugal ponovo kriminalizira homoseksualnost.[94]
- 1887. g. – Argentina dekriminalizira homoseksualnost.[93]
- 1890. g. – Italija dekriminalizira homoseksualnost.[89]
- 1895. g. – Oscar Wilde osuđen na dvije godine zatvora zbog "nećudorednosti".[101]
- 1896. g. – Adolf Brand pokrenuo je u Berlinu prvi gejski časopis u svijetu, Der Eigene, koji je izlazio do 1933. godine.[102] Tajvan dekriminalizira homoseksualnost.[100]
- 1897. g. – Magnus Hirschfeld u Berlinu osniva Znanstveno-humanitarni komitet (njem. Wissenschaftlich-humanitäres Komitee), organizaciju koja se zalagala za društveno prihvaćanje gejeva, lezbijki i transrodnih osoba, prva te vrste u svijetu.[102]

## 20. stoljeće
1901. – 1909.
- oko 1900. g. – Nizozemski tjednik "Pst-Pst" sadrži neke od prvih primjera lezbijskih osobnih oglasa.[103]
- 1901. g. – Austrijska spisateljica Aimée Duc (pseudonim koji je koristila Minna Wettstein-Adelt) objavljuje roman "Jesu li to žene?" (njem. Sind Es Frauen?), jedan od prvih pozitivnih prikaza lezbijske ljubavi.[104]
- 1903. g. – U New Yorku se dogodila prva zabilježena racija na gejsku saunu (Ariston Hotel Baths) u SAD-u. 26 muškaraca je uhićeno, a njih 7 je optuženo na kazne od 4 do 20 godina zatvora.[105]
- 1904. g. – U govoru održanom na godišnjoj konferenciji Znanstveno-humanitarnog komiteta aktivistkinja za ženska prava i prva poznata lezbijska aktivistkinja Theo Anna Sprüngli (poznatija pod pseudonimom Anna Rüling) istaknula je kako homoseksualni i ženski pokreti trebaju "uzajamno pomagati jedni drugima kako bi se postigla prava i priznanje".[106][107]
- 1907. g. – Adolf Brand objavljuje članak u kojem tvrdi da je kancelar Njemačkog carstva, princ Bernhard von Bülow žrtva ucjene zbog svoje homoseksualnosti te da ima moralnu obavezu protiviti se “paragrafu 175”. Princ je zbog klevete tužio Branda koji je osuđen na 18 mjeseci zatvora.[108]
- 1907. – 1909. g. – Afera Harden-Eulenburg u Njemačkoj.[109]

1910-ih
- 1910. g. – Emma Goldman prva počinje javno govoriti u prilog homoseksualnih prava. Magnus Hirschfeld kasnije je napisao kako je ona "bila prva i jedina žena, zapravo prva i jedina Amerikanka, koja je branila homoseksualnu ljubav u javnosti".[110][111]
- 1916. g. – Nijemi film “Krila” (šved. Vingarne) u režiji Mauritza Stillera vjerojatno je prvo filmsko ostvarenje s eksplicitno homoseksualnom tematikom.[112]
- 1917. g. – Oktobarska revolucija u Rusiji ukida stari kazneni zakon, uključujući članak 995.[113]
- 1919. g. – Magnus Hirschfeld osniva Institut za seksualne znanosti (njem. Institut für Sexualwissenschaft). Institut je između ostalog imao i veliku knjižnicu s literaturom o homoseksualnosti koja je spaljena 1933. godine.[102][114] Snimljen je film “Drukčiji od drugih” (njem. Anders als die Andern), jedno od najranijih filmskih ostvarenja s eksplicitno homoseksualnom tematikom. Magnus Hirschfeld ima cameo nastup u filmu, a djelomično je i financirao njegovu produkciju.[115]

1920-ih
- 1923. g. – Elsa Gidlow objavljuje vjerojatno prvo izdanje lezbijske ljubavne poezije u Sjevernoj Americi.[116]
- 1924. g. – Henry Gerber u Chicagu osniva prvu skupinu za gejska prava u SAD-u - Društvo za ljudska prava (engl. Society for Human Rights). Ubrzo nakon osnutka, društvo je raspušteno zbog političkog pritiska.[117]

1930-ih
- 1930. g. – Danska dekriminalizirala homoseksualnost.[118]
- 1931. g. – Snimljen je film “Djevojke u uniformi” (njem. Mädchen in Uniform), jedan od prvih filmova eksplicitno lezbijske tematike.[119]
- 1932. g. – Poljska dekriminalizira homoseksualnost.[89]
- 1933. g. – Na vlast u Njemačkoj dolazi NSDAP. Gejski klubovi u Berlinu su zatvoreni, a aktivnost organizacija LGBT-a i časopisi su zabranjeni.[120] Grupa studenata opustošila je 6. svibnja Institut za seksualne znanosti i njegovu međunarodno poznatu knjižnicu koja je brojila oko 12 000 knjiga i 35 000 fotografija.[121]
- 1934. g. – Urugvaj dekriminalizira homoseksualnost.[93]
- 1936. g. – U San Franciscu je otvoren prvi lezbijski bar u Americi, Mona's 440 Club.[122][123] Pjesnik Federico García Lorca ubijen je na početku španjolskog građanskog rata.[124]
- 1937. g. –  Prva upotreba ružičastog trokuta za kao oznake za gejeve u nacističkim koncentracijskim logorima.[125]

1940-ih
- 1940. g. – Island dekriminalizira homoseksualnost.[89]
- 1942. g. – Švicarska dekriminalizira homoseksualnost.[89]
- 1944. g. – Švedska dekriminalizira homoseksualnost.[126]
- 1945. g. – Nakon savezničkog oslobođenja nacističkih koncentracijskih logora, oni internirani zbog homoseksualnosti nisu oslobođeni, već su morali odslužiti svoje kazne prema paragrafu 175.[127]
- 1946. g. – U Nizozemskoj je osnovana jedna od najstarijih LGBT-ovskih organizacija u svijetu, COC Nederland (niz. Cultuur en Ontspanningscentrum).[128]
- 1948. g. – Alfred Kinsey objavljuje "Seksualno ponašanje muškarca" (engl. Sexual Behaviour in the Human Male) gdje se iznosi podatak da se 4% muškaraca izjašnjava kao isključivo homoseksualno, a da je njih 37% barem jednom imalo homoseksualno iskustvo u svom životu.[129] U Danskoj je osnovana jedna od najstarijih LGBT-ovskih organizacija u svijetu, Forbundet af 1948.[130]

1950-ih
- 1950. g. – U Švedskoj je osnovana Nacionalna udruga za seksualnu jednakost (šved. Riksförbundet för sexuellt likaberättigande; danas Riksförbundet för homosexuellas, bisexuellas, transpersoners och queeras rättigheter - RFSL).[131] U SAD-u je osnovano Društvo Mattachine (engl. Mattachine Society), jedna od najstarijih američkih gejskih skupina.[132]
- 1951. g. – Grčka i Jordan dekriminaliziraju homoseksualnost.[89][100]
- 1952. g. – Christine Jorgensen postaje svjetska senzacija nakon uspješne operacije promjene spola u Danskoj.[133]
- 1953. g. – Alfred Kinsey objavljuje "Seksualno ponašanje žene" (engl. Sexual Behaviour in the Human Female) gdje se iznosi podatak da se 2% žena izjašnjava kao isključivo homoseksualno, a da je njih 13% barem jednom imalo homoseksualno iskustvo u svom životu.[129] Krivični zakon FNRJ/SFRJ u članku 186. zabranjuje "muški homoseksualni čin", a kažnjava se zatvorom ili robijom u trajanju do jedne godine.[134]
- 1954. g. – Matematičar, kriptoanalitičar, pionir računarstva Alan Turing počinio je 7. lipnja samoubojstvo cijanidom, 18 mjeseci nakon što mu je sud dao izbor između 2 godine zatvora ili hormonske terapije, kao kaznu zbog homoseksualnosti.[135] Osnovano je homofilno društvo Arcadie, prvo te vrste u Francuskoj.[136]
- 1955. g. – U San Franciscu je osnovana prva lezbijska udruga za građanska prava u SAD-u, Daughters of Bilitis. Udruga je objavljivala časopis The Ladder, prvu nacionalno distribuiranu lezbijsku publikaciju.[137]
- 1957. g. – U Ujedinjenom Kraljevstvu objavljen je Izvještaj ministarskog odbora o homoseksualnim prijestupima i prostituciji, tzv. Wolfendenov izvještaj koji je preporučio da se homoseksualni odnosi između dvije odrasle osobe u privatnosti dekriminaliziraju.[138] Američka psihologinja Evelyn Hooker objavljuje studiju koja pokazuje jednaku društvenu prilagođenost homoseksualnih i heteroseksualnih muškaraca. Studija je postala glavni čimbenik u uklanjanju homoseksualnosti s popisa mentalnih poremećaja (DSM) Američke udruge psihijatara 1973. godine.[139] Finski umjetnik Tom of Finland prvi put objavljuje rad u časopisu Physique Pictorial iz Los Angelesa.[140] Tajland dekriminalizira homoseksualnost.[100]
- 1959. g. – ITV, u to vrijeme jedina nacionalna komercijalna televizija u Velikoj Britaniji, emitira prvu gejsku dramu, "Jug" (engl. South), s Peterom Wyngardeom u glavnoj ulozi.[141]

1960-ih
- 1961. g. – Vatikan objavljuje da osobama "zahvaćenima zlim sklonostima prema homoseksualnosti" treba zabraniti pristup redovničkim zavjetima i ređenju unutar Rimokatoličke crkve.[142] José Sarria postaje prvi kandidat za javnu službu u SAD-u koji je bio otvoreno gej.[143] Mongolija dekriminalizira homoseksualnost.[100]
- 1962. g. – Čehoslovačka i Mađarska dekriminaliziraju homoseksualnost.[89]
- 1964. g. – Osnovana prva skupina za LGBT-ovska prava u Kanadi, Vancouver's Association for Social Knowledge (ASK).[144]
- 1965. g. – Everett George Klippert posljednja je osoba osuđena zbog homoseksualnosti u Kanadi. Nakon što je proglašen "neizlječivim homoseksualcem", osuđen je na neodređeni "preventivni pritvor" kao opasni seksualni prijestupnik. Reforme koje su dovele do dekriminalizacije homoseksualnosti 1969. izravna su posljedica ovog slučaja.[145]
- 1966. g. – U Comptonovoj kantini  (engl. Compton's Cafeteria) u San Franciscu izbijaju neredi koji označavaju početak transrodnog aktivizma u SAD-u.[146] Na naslovnici časopisa The Ladder prvi se puta pojavljuje lice žene en face - Lilli Vincenz.[147]
- 1967. g. – U Engleskoj i Walesu na snagu stupa Zakon o seksualnim prekršajima (engl. Sexual Offences Act) kojim se dekriminalizira muška homoseksualnost (pod uvjetom da se seksualni akt događa "u privatnosti" i između osoba starijih od 21 godine).[148] Wainwright Churchill objavljuje knjigu "Homoseksualno ponašanje kod muškaraca" (engl. Homosexual Behavior Among Males) gdje uvodi termin homoerotofobija iz kojeg je vjerojatno proizašao termin homofobija.[149][150] U New Yorku otvorena prva knjižara orijentirana gej populaciji, Oscar Wilde Memorial Bookshop.[151] U Argentini osnovana prva latinoamerička LGBT-ovska organizacija, "Naš svijet" (šp. Nuestro Mundo).[152]
- 1968. g. –  Revizija paragrafa 175. u Istočnoj Njemačkoj, homoseksualni odnosi postaju legalni za osobe iznad 18 godina.[153] Bugarska dekriminalizira homoseksualnost.[89]
- 1969. g. – Revizija paragrafa 175. u Zapadnoj Njemačkoj, homoseksualni odnosi postaju legalni za osobe iznad 21 godine.[153] U New Yorku započinju stonvolski nemiri koji se smatraju početkom suvremenog LGBT-ovskog pokreta u SAD-u i svijetu. U Kanadi na snagu stupa zakon C-150 kojim je homoseksualnost dekriminalizirana. Tadašnji kanadski premijer Pierre Trudeau dvije je godine ranije izjavio kako "državi nije mjesto u spavaćim sobama nacije".[154]

1970-ih
- 1970. g. –  Organiziran je "Dan oslobođenja Christopherove ulice" (engl. Christopher Street Liberation Day), prva povorka ponosa u povijesti, čime je obilježena prva obljetnica stonvolskih nemira.[155] U Melbourneu je osnovana prva australska LGBT-ovska skupina, kao ogranak udruge Daughters of Bilitis, kasnije preimenovana u Australasian Lesbian Movement.[156]
- 1971. g. – Austrija, Finska i Kostarika dekriminaliziraju homoseksualnost.[89][93]
- 1972. g. – Evangelička luteranska crkva kraljevine Nizozemske (danas dio nizozemske protestantske crkve) postaje prva europska kršćanska denominacija koja je počela prihvaćati lezbijke i gejeve kao pastore. Tijekom sljedećih 30 godine slične odluke donose i mnoge druge protestantske crkve u Europi.[157] Psihoterapeut George Weinberg u svojoj knjizi Society and the Healthy Homosexual uvodi termin "homofobija".[158] Švedska postaje prva zemlja u svijetu koja dozvoljava transseksualnim osobama zakonsku promjenu spola.[126][159][160] Jobriath Boone postaje prvi otvoreno gej rock glazbenik koji je potpisao ugovor s velikom diskografskom kućom, Elektra Records.[161] Južna Australija postaje prva australska država koja je dekriminalizirala homoseksualnost.[162] Norveška dekriminalizira homoseksualnost.[89]
- 1973. g. – Američka udruga psihijatara uklanja homoseksualnost s popisa mentalnih poremećaja (DSM)[139] Hrvatska liječnička komora uklanja homoseksualnost s popisa mentalnih poremećaja.[134] Malta dekriminalizira homoseksualnost.[89]
- 1974. g. – Na prvoj Međunarodnoj konferenciji o gejskim pravima (engl. International Gay Rights Conference) održanoj u Edinburghu, u Škotskoj lambda je službeno prihvaćena kao međunarodni simbol gejskih i lezbijskih prava.[163][164] Elaine Noble postaje prva lezbijka izabrana na javnu dužnost u SAD-u (Boston).[165]
- 1975. g. – Istočni Timor dekriminalizira homoseksualnost.[100]
- 1976. g. – Bahrein dekriminalizira homoseksualnost.[100]
- 1977. g. – Novi Krivični zakon SR Hrvatske dekriminalizira muški homoseksualni odnos (kao i zakoni u SR Sloveniji, SR Crnoj Gori i SAP Vojvodini).[134] Harvey Milk postaje prvi gej izabran na javnu dužnost u SAD-u (San Francisco).[166] Québec postaje prva regija u Kanadi koja zabranjuje diskriminaciju na temelju seksualne orijentacije.[167] Shakuntala Devi objavljuje prvu studiju o homoseksualnosti u Indiji.[168] Novi Južni Wales postaje prva australska država koja zabranjuje diskriminaciju na temelju seksualne orijentacije.[169]
- 1978. g. – U San Franciscu je ubijen Harvey Milk.[166] Održana prva povorka ponosa u Australiji, Sydney Gay and Lesbian Mardi Gras.[170] Zastava duginih boja, koju je dizajnirao Gilbert Baker, prvi je put predstavljena kao simbol ponosa zajednice LGBT-a na povorci ponosa u San Franciscu (San Francisco Gay Freedom Day Parade).[171] Na godišnjoj konferenciji Kampanje za homoseksualnu jednakost (engl. Campaign for Homosexual Equality - CHE) u Coventryju osnovana je ILGA - International Lesbian and Gay Association.[163][172]
- 1979. g. – U San Franciscu započinju nemiri u Whiteovoj noći.[173] U Švedskoj je organizirana akcija u znak prosvjeda protiv klasifikacije homoseksualnosti kao bolesti, kada sudionici akcije nisu išli na posao "zbog homoseksualnosti". Nakon toga je uslijedila aktivistička okupacija ureda Nacionalnog odbora za zdravstvo i socijalnu skrb (šved. Socialstyrelsen), a kao rezultat ovih akcija Švedska je u roku od nekoliko mjeseci uklonila homoseksualnost s popisa bolesti.[126][174] Kuba i Španjolska dekriminaliziraju homoseksualnost.[89][93]

1980-ih
- 1980. g. – Škotska dekriminalizirala homoseksualnost.[101]
- 1981. g. – Europski sud za ljudska prava u slučaju "Dudgeon protiv Ujedinjenog Kraljevstva" (engl. Dudgeon v. the United Kingdom) presuđuje kako zakon iz 19. stoljeća koji kriminalizira mušku homoseksualnost, tada na snazi u Sjevernoj Irskoj, krši Europsku konvenciju o ljudskim pravima. Bio je to prvi slučaj koji se ticao homoseksualnosti pred nekim međunarodnim sudom, a koji je između ostalog postavio pravni presedan koji je omogućio Vijeću Europe da od država članica traži zabranu kriminalizacije muške ili ženske homoseksualnosti.[175][176] Norveška donosi zakon protiv diskriminacije na temelju seksualne orijentacije.[177] Prvi službeni dokument o bolesti koja će postati poznata kao AIDS objavljuje 5. lipnja američki Centar za kontrolu i prevenciju bolesti (CDC).[178] Tenisačica Billie Jean King postaje prva profesionalna sportašica koja je javno "izašla" kao lezbijka, kada je njena veza s tajnicom Marilyn Barnett postala javna, zbog čega je izgubila sve sponzore.[179][180] Danski Nacionalni odbor za zdravstvo (dan. Sundhedsstyrelsen) uklanja homoseksualnost s popisa mentalnih bolesti.[118] Kolumbija dekriminalizira homoseksualnost.[93]
- 1982. g. – Prvi put se održavaju Gay Games u San Franciscu, s više od 1500 sudionika.[181] Sjeverna Irska dekriminalizirala homoseksualnost, nakon presude u slučaju "Dudgeon protiv Ujedinjenog Kraljevstva".[101] Američki Centar za kontrolu i prevenciju bolesti (CDC) prvi put koristi termin AIDS.[182] Portugal ponovo dekriminalizira homoseksualnost.[94]
- 1983. g. – Sally Ride postaje prva Amerikanka u svemiru, kao članica misije STS-7 letjelice Space Shuttle Challenger.[183][184]
- 1984. g. – Postavljena prva spomen-ploča žrtvama nacističkih progona homoseksualaca, u Mauthausenu.[185] Chris Smith, novoizabrani član parlamenta, na jednom skupu izjavljuje: "Moje ime je Chris Smith. Ja sam zastupnik laburističke stranke za Islington South i Finsbury i ja sam gej", čime postaje prvi otvoreno gej političar u parlamentu Ujedinjenog Kraljevstva.[186] U Ljubljani održan prvi Festival gejskog i lezbijskog filma (slov. Festival gejevskega in lezbičnega filma), prva takva manifestacija u Europi.[187][188]
- 1985. g. – Na Omladinskom radiju (današnji Radio 101) počinje se emitirati emisija "Frigidna utičnica" voditelja Tonija Maroševića, prva radio emisija u Hrvatskoj koja se bavila homoseksualnim iskustvima.[134][189] Na komemoraciji održanoj prilikom 40. obljetnice završetka 2. svjetskog rata prvi puta se javno spominju nacistički progoni homoseksualaca.[190] Umire glumac Rock Hudson, prva holivudska zvijezda umrla zbog AIDS-a.[191]
- 1986. g. – Novi Zeland dekriminalizira homoseksualnost.[192]
- 1987. g. – U Amsterdamu je otvoren Homomonument.[193] U SAD-u je osnovana skupina ACT-UP (engl. AIDS Coalition to Unleash Power) kao reakcija na neučinkovitost vlade u rješavanju krize s AIDS-om.[194]
- 1988. g. – Izrael dekriminalizira homoseksualnost.[195]
- 1989. g. – Osnovana prva lezbijska grupa u Hrvatskoj, Lila inicijativa.[134][196] Danska je prva zemlja u svijetu koja donosi zakon o registriranom partnerstvu za istospolne parove.[197] Lihtenštajn dekriminalizira homoseksualnost.[89]

1990-ih
- 1990. g. – 17. svibnja Svjetska zdravstvena organizacija uklanja homoseksualnost s popisa MKB.[198] Justin Fashanu je prvi profesionalni nogometaš koji se javno "izašao" kao gej.[199] Andora dekriminalizira homoseksualnost.[89]
- 1991. g. – Crvena vrpca se prvi puta koristi kao simbol kampanje protiv HIV/AIDS-a.[200] Bahami i Ukrajina dekriminaliziraju homoseksualnost.[89][93]
- 1992. g. –  Osnovana prva LGBT-ovska skupina u Hrvatskoj, LIGMA (Lezbijska i gay-men akcija), koja s radom prestaje 1997.[134] Australija ukida zabranu služenja vojske gejevima i lezbijkama.[201] U Londonu održana prva paneuropska međunarodna povorka ponosa - Europride.[202] Estonija i Latvija dekriminaliziraju homoseksualnost.[89]
- 1993. g. – Norveška je druga zemlja nakon Danske koja donosi zakon o registriranom partnerstvu za istospolne parove.[203] Američka vojska uvodi politiku "Don't ask, don't tell" (DADT) (engl. za "Ne pitaj, ne govori") koja pripadnicima oružanih snaga zabranjuje otvoreno iskazivati svoju homoseksualnu orijentaciju, pod prijetnjom otpusta.[204] Ubijen je Brandon Teena, čiji su život i smrt tema Oscarom nagrađenog filma Dečki ne plaču (engl. Boys don't cry).[205] Gvineja Bisau, Irska, Litva i Rusija dekriminaliziraju homoseksualnost.[89][206]
- 1994. g. – Europski parlament 8. veljače donosi rezoluciju o jednakim pravima za lezbijke i gejeve.[207] U Njemačkoj ukinut "paragraf 175".[208] Bermudi, Bjelorusija i Srbija dekriminaliziraju homoseksualnost.[89][93]
- 1995. g. – Albanija i Moldavija dekriminaliziraju homoseksualnost.[89]
- 1996. g. – Južnoafrička Republika postaje prva zemlja u svijetu koja uključuje seksualnu orijentaciju kao zaštićenu kategoriju u svoj ustav.[177][209] Makedonija i Rumunjska dekriminaliziraju homoseksualnost.[89]
- 1997. g. –  Osnovana neformalna anarhofeministička grupa Kontra, od 2002. registrirana kao lezbijska udruga.[134][210] Ellen DeGeneres "izlazi" javno kao lezbijka, jedna od prvih slavnih osoba koja je to učinila.[211] Kina i Ekvador dekriminaliziraju homoseksualnost.[100]
- 1998. g. –  Dana International, predstavnica Izraela, postaje prva transseksualna osoba koja je osvojila Eurosong.[212] Prvi puta predstavljena biseksualna zastava ponosa.[213] Kazahstan, Kirgistan, Tadžikistan i Cipar dekriminaliziraju homoseksualnost.[89][100] Ubijen je Matthew Shepard.[214]
- 1998. – 2001. – Bosna i Hercegovina dekriminalizira homoseksualnost.[89]
- 1999. g. –  U EU na snagu stupa Ugovor iz Amsterdama - prvi međunarodni ugovor koji izrijekom spominje i štiti seksualnu orijentaciju.[175][215] Čile dekriminalizira homoseksualnost.[93]

## 21. stoljeće
2001. – 2009.
- 2000. g. – Osnovana Lezbijska organizacija Rijeka (LORI).[134] Njemački Bundestag službeno se ispričao homoseksualcima i lezbijkama progonjenima pod nacističkim režimom.[216] Prvi puta predstavljena zastava ponosa transrodnih osoba, u Phoenixu, u Arizoni.[217] Azerbajdžan i Gruzija dekriminaliziraju homoseksualnost.[89] Ukinuta zabrana služenja vojske za LGBT-ovce u Ujedinjenom Kraljevstvu.[218] U Rimu održana prva međunarodna povorka ponosa - WorldPride.[219]
- 2001. g. – Nizozemska postaje prva država na svijetu koja je legalizirala istospolni brak.[220][221] Kinesko psihijatrijsko društvo uklanja homoseksualnost s popisa mentalnih poremećaja.[222] Održane prve povorke ponosa na području bivše Jugoslavije, u Ljubljani i Beogradu.[223][224] Angvila, Britanski Djevičanski otoci i Kajmanski otoci dekriminaliziraju homoseksualnost.[93]
- 2002. g. – Održana prva povorka ponosa u Hrvatskoj, u Zagrebu, pod imenom "Gay Pride Zagreb".[225] Osnovana udruga Iskorak – Centar za prava seksualnih i rodnih manjina.[226] Njemački Bundestag usvaja zakon kojim su pomilovani svi homoseksualci osuđeni u nacističkoj Njemačkoj.[227]
- 2003. g. – Hrvatski sabor donosi Zakon o istospolnim zajednicama.[228] Armenija dekriminalizira homoseksualnost.[89] U Ujedinjenom Kraljevstvu ukinut članak 28. Zakona o lokalnoj samoupravi iz 1988. koji je lokalnim vlastima zabranjivao "promicanje homoseksualnosti".[229] Alex MacFarlane postaje prva osoba kojoj su izdane putovnica i rodni list (u Australiji) na kojima nije izričito naveden spol.[230] Održana prva povorka ponosa u Istanbulu, prva u većinski muslimanskoj zemlji.[231] Belgija postaje druga država na svijetu koja je legalizirala istospolni brak.[221]
- 2004. g. – Zelenortska Republika dekriminalizira homoseksualnost.[206]
- 2005. g. – Simpsoni postaju prva animirana TV serija u kojem je cijela epizoda posvećena temi istospolnih brakova.[232] Maršalovi otoci dekriminaliziraju homoseksualnost.[192] Španjolska postaje treća, a Kanada četvrta država na svijetu (i prva u Americi koja je legalizirala istospolni brak.[221]
- 2006. g. - Južnoafrička Republika postaje peta država na svijetu i prva u Africi koja je legalizirala istospolni brak.[221] Na konferenciji u Indoneziji jednoglasno su usvojena jogjakartska načela koja se bave širokim rasponom normi vezanih za ljudska prava i njihovom primjenom na problematiku seksualne orijentacije i rodnog identiteta.[233]
- 2007. g. – Vanuatu dekriminalizira homoseksualnost.[192]
- 2008. g. – Hrvatski sabor donosi Zakon o suzbijanju diskriminacije kojim se, između ostalog, uređuje zaštita od diskriminacije na osnovi rodnog identiteta, izražavanja ili spolne orijentacije.[234] Nikaragva, Panama i Nepal dekriminaliziraju homoseksualnost.[93][100]
- 2009. g. - Jóhanna Sigurðardóttir postaje prva islandska premijerka i uopće prva deklarirana lezbijka koja je postala premijerka.[235] Velška ragbijaška zvijezda Gareth "Alfie" Thomas "izlazi" javno kao gej.[236] Britanski premijer Gordon Brown objavljuje javnu ispriku u ime britanske vlade zbog "groznog tretmana" Alana Turinga.[237] Vrhovni sud u New Delhiju ukida članak 377. Kaznenog zakona koji je kriminalizirao homoseksualne odnose.[238] U SAD-u donesen Zakon o suzbijanju zločina iz mržnje.[239][240] Norveška i Švedska postaju šesta i sedma država na svijetu koje su legalizirale istospolni brak.[221]

| Homoseksualnost legalna ██ istospolni brak ██ drugi tipovi partnerstva (ili neregistrirane kohabitacije) ██ brakovi sklopljeni drugdje su priznati, ali se ne mogu sklapati ██ istospolne zajednice nisu priznate | Homoseksualnost ilegalna ██ minimalna kazna ██ teška kazna ██ moguć doživotni zatvor ██ moguća smrtna kazna |

2010-ih
- 2010. g. – Island postaje osma, Portugal deveta, a Argentina deseta država na svijetu (i prva u Južnoj Americi) koja je legalizirala istospolni brak.[221] Fidži dekriminalizira homoseksualnost.[192]
- 2011. g. – Održana prva povorka ponosa u Splitu, Split Pride.[241] Kazneni zakon definira zločin iz mržnje kao kazneno djelo počinjeno zbog, između ostalog, spola, spolnog opredjeljenja ili rodnog identiteta druge osobe.[242] Osnovana udruga Queer Sport Split.[243] Ukinuta politika "Don't ask, don't tell" u SAD-u.[244] U Francuskoj umire Rudolf Brazda za kojeg se vjeruje da je posljednja preživjela osoba koja je poslana u logor zbog homoseksualnosti.[245] U Ugandi je ubijen David Kato, aktivist za prava LGBT-a, nakon što je lokalni list objavio popis gejeva uz podnaslov "objesite ih".[246][247]
- 2012. g. – Osnovana prva hrvatska udruga koja se fokusira na promociju i zaštitu prava transrodnih i transseksualnih osoba u Hrvatskoj, Trans Aid Hrvatska.[248] Oformljen prvi LGBT Centar u Hrvatskoj, u Zagrebu.[249] Održano prvo budističko istospolno vjenčanje, na Tajvanu.[250] Lesoto dekriminalizira homoseksualnost.[206] Orlando Cruz postaje prvi svjetski profesionalni boksač koji "izlazi" kao gej.[251] Danska postaje jedanaesta država na svijetu koja je legalizirala istospolni brak.[221] U Čileu je donesen antidiskriminacijski zakon, sedam godina nakon što je predložen i nedugo nakon smrti Daniela Zamudia kojega je napala skupina mladih neonacista.[252]
- 2013. g. – Osnovane LGBT udruge Rišpet u Splitu i LIBERos u Osijeku.[253][254] Održan ustavni referendum na kojem se 65,87 % birača izjasnilo da se u Ustav Republike Hrvatske unese odredba po kojoj je brak životna zajednica muškarca i žene, time efektivno zabranjujući istospolni brak.[255] Britanska kraljica dodjeljuje postumno pomilovanje Alanu Turingu.[256] Indijski Vrhovni sud ukida presudu Vrhovnog suda u New Delhiju iz 2009. čime homoseksualni odnosi ponovo postaju kažnjivi zatvorom.[238] Urugvaj postaje dvanaesta, Novi Zeland trinaesta (i prva u Oceaniji), Francuska četrnaesta, Brazil petnaesta te Engleska i Wales šesnaesta država na svijetu koja je legalizirala istospolni brak.[221] U Rusiji donesen kontroverzni zakon o zabrani "homoseksualne propagande".[257] Amnesty International predstavio izvješće Pretvaranje ljubavi u zločin: kriminalizacija homoseksualnosti u subsaharskoj Africi u kojem se upozorava na porast homofobije i poziva političke i vjerske vođe u borbu protiv diskriminacije.[258][259]
- 2014. g. – Donesen Zakon o životnom partnerstvu prema kojem istospolni parovi uživaju ista prava kao i bračni partneri, osim prava na posvajanje djece.[260][261] Otvoren drugi LGBT Centar u Hrvatskoj, u Splitu.[262] Kraljica Elizabeta II. prvi puta javno podržala zajednicu LGBT-a.[263] Škotska i Luksemburg postaju sedamnaesta i osamnaesta država na svijetu koje su legalizirale istospolni brak.[221] U Ugandi donesen drakonski zakon koji, između ostalog, određuje doživotni zatvor za kategoriju pod nazivom "otežana homoseksualnost", kažnjava lezbijske odnose (prije nisu bili kažnjavani), "homoseksualnu propagandu", pa čak i osobe koje ne prokazuju pripadnike zajednice LGBT-a.[264][265]

## Više informacija
- povijest LGBT-a
- progon homoseksualaca u nacističkoj Njemačkoj i holokaustu
- stonvolski nemiri
- zajednica LGBT-a
- prava LGBT-a u svijetu
- kronologija legalizacije istospolnih zajednica
- jogjakartska načela